# Парнолистник обыкновенный
Парнолистник обыкновенный (лат. Zygophyllum fabago) — многолетнее растение, вид рода Парнолистник (Zygophyllum) семейства Парнолистниковые.
Все части растения имеют острый горький вкус и употребляются в качестве приправы. Цветочные бутоны маринуют в уксусе и используют как каперсы.

## Распространение и экология
Вид произрастает в Румынии, на Украине, Кавказе, в Западной и Средней Азии. На территории России растение встречается в европейской части и на Северном Кавказе.
Растёт на песчаных, солонцеватых и глинистых местах, на морском берегу.

## Ботаническое описание

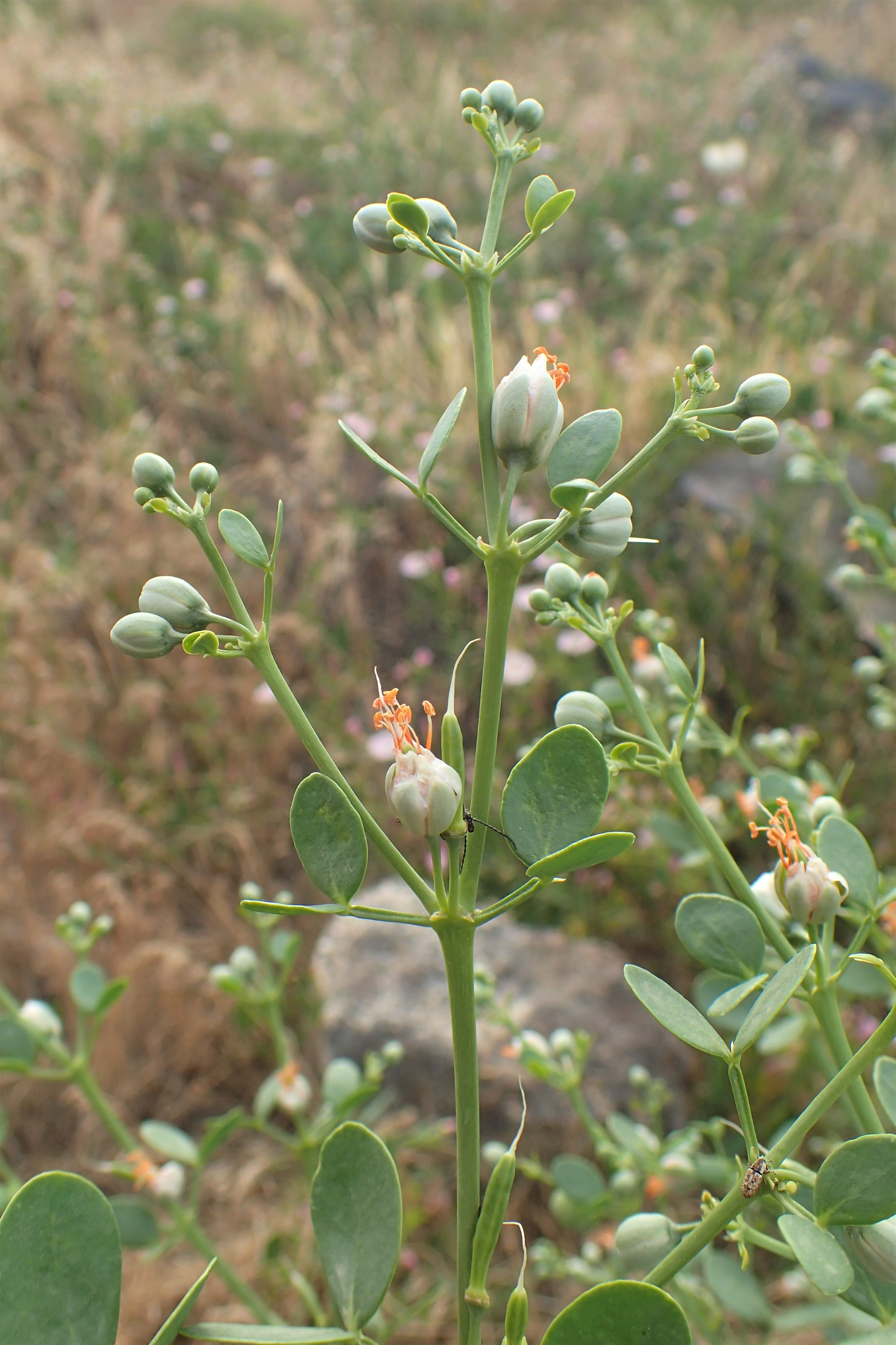
Верхушка цветущего растения

Многолетнее растение, 30—60 (80) см высотой.
Корень более или менее толстый.
Растения гладкие, обычно с прямостоячими или несколько восходящими стеблями, травянистые, иногда деревенеющие при самом основании, с более или менее раскидистыми ветвями.
Листья на черешках, с одной парой толстоватых, широких, зелёных, обратнояйцевидных листочков. Прилистники травянистые, зелёные, яйцевидные или эллиптические, сросшиеся у нижних и средних листьев.
Цветки на цветоножках. Чашелистики яйцевидные или эллиптические, тупые, по краю беловато-пленчатые. Лепестки почти равны чашелистикам, обратнояйцевидные, беловатые, в нижней части оранжевые. Тычинки превышают лепестки.
На одном растении насчитывается 300—350 цветков, каждый из которых функционирует два дня и содержит в нектаре 0,21 мг сахара (0,12 мг монозы, 0,065 мг сахарозы, 0,025 мг мальтозы).
Плод — направленная вниз коробочка.
Цветение в апреле—июне.

## Значение и применение
Сведений о применении растения в древней медицине нет. В современной народной медицине растение используется для приготовления слабительного и глистогонного средств. Наружно используется при лечении карбункулов, экземы, как ранозаживляющее средство. 
Медонос. В период цветения парнолистника суточный привес контрольного улья 300, иногда 500—700 грамм. Хорошо подготовленные сильные семьи за сезон могут собрать до 6 кг товарного мёда. Пчёлами интенсивно посещаются цветки парнолистника утром с 8 до 12 и вечером с 15 до 19 часов. Мёд коричнево-желтый, приятный на вкус.